# Slag bij Utoy Creek
De Slag bij Utoy Creek tussen 5 augustus – 7 augustus 1864 in Fulton County, Georgia tijdens de Amerikaanse Burgeroorlog. De Noordelijke eenheden onder leiding van William T. Sherman had de Zuidelijke stad Atlanta deels omsingeld. Atlanta werd verdedigd door de Zuidelijke eenheden onder leiding van generaal John Bell Hood. Om de stad en het vijandelijke leger tot overgave te dwingen, viel Sherman de Zuidelijke aanvoerlijnen aan.
Na de mislukte poging om Hoods linkerflank te keren in de Slag bij Ezra Church probeerde Sherman nog altijd om zijn eigen rechterflank uit te breiden om de spoorweg tussen East Point en Atlanta te veroveren. Hij verplaatste het XXIII Corps van generaal-majoor John M. Schofield van zijn linker- naar zijn rechterflank. Schofield nam stellingen in ten noorden van Utoy Creek. Hoewel Schofields eenheden reeds op 2 augustus bij de Creek waren aangekomen, samen met het XIV Corps, staken ze pas de Creek over op 4 augustus. In de vroege ochtend van 5 augustus rukte Schofield verder op. Hij had echter tijd nodig om zijn eenheden geordend te krijgen. Deze vertraging speelde in het voordeel van de Zuidelijken. Ze versterkten hun stellingen. Toen de Noordelijke opmars opnieuw begon, kregen ze het zwaar te verduren. De Noordelijken leden zware verliezen en slaagden er niet om een doorbraak te forceren naar de spoorweg toe. Op 7 augustus werden er nieuwe defensieve stellingen ingenomen door de Noordelijken waar ze zouden blijven tot eind augustus.